# کامبرلند فارمز

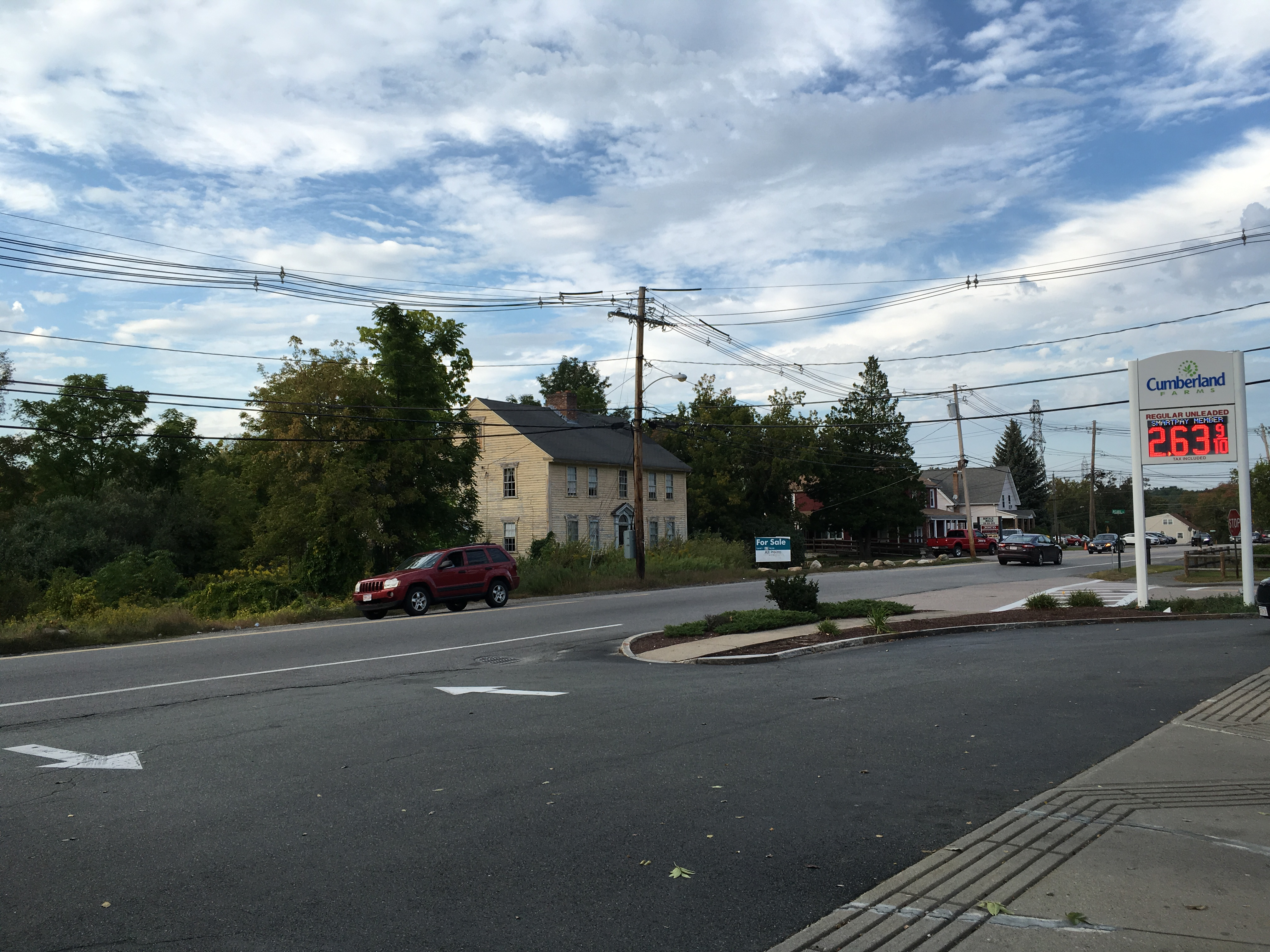
کامبرلند فارمز

کامبرلند فارمز (انگلیسی: Cumberland Farms) شرکت خرده‌فروشی آمریکایی است، که در سال ۱۹۳۹ توسط جرج فورنیه تأسیس شد و هم‌اکنون مالک شبکه‌ای از ۵۶۶ شعبه در ایالت‌های نیو انگلند، نیویورک، فلوریدا می‌باشد.